# Affaire Brumark-Bourgeois
L'affaire Brumark-Bourgeois également appelée « affaire Bourgeois-De Niro », est une affaire de proxénétisme des années 1990 qui tire son nom du couple animant un réseau international de prostitution de luxe, le photographe français Jean-Pierre Bourgeois et la mannequin suédoise Annicka Brumark,. Beaucoup des jeunes femmes ayant été utilisées dans ce réseau n'étaient pas consentantes pour se prostituer ni pour avoir des relations sexuelles avec ses organisateurs. Certaines étaient mineures,.
D'abord centrée sur d'influents clients moyen-orientaux, l'enquête judiciaire initiée en 1996 met en lumière rapidement de nombreuses connexions dans le monde des affaires et du show business. Le volet judiciaire aboutit à la condamnation de Jean-Pierre Bourgeois pour proxénétisme et pour agression sexuelle et de Annicka Brumark pour proxénétisme.
Sur le plan médiatique, l'enquête est révélée dans la presse à partir de 1997 mais elle fait l'objet d'un grand retentissement au moment où le monde de la culture se mobilise contre le juge d'instruction Frédéric Nguyen et sa décision d'interroger Robert De Niro et de mettre Alain Sarde en examen et en détention provisoire. Bernard-Henri Lévy, Jack Lang et Georges Kiejman, l'avocat du producteur de cinéma, sont condamnés pour diffamation à l'encontre du juge d'instruction,.

## Enquête judiciaire
En 1996, la brigade de répression du proxénétisme de Paris reçoit une information anonyme concernant un réseau de call-girls. Ce réseau serait dirigé par une ancienne mannequin d'origine suédoise, Annick Brumark, et fournirait depuis 1994 des prostituées à des dignitaires du moyen-orient. En octobre 1996, le parquet décide d'ouvrir une enquête pénale et de la confier au juge d'instruction Frédéric Nguyen. En janvier 1997, le juge va alors mettre sous écoutes téléphoniques l'appartement du 16e arrondissement depuis lequel la mannequin dirige le réseau,. Ces écoutes révèlent l'implication de deux personnages : le photographe de charme Jean-Pierre Bourgeois qui fournit le réseau en jeunes femmes, et l’intermédiaire libanais Nazihabdulatif Al Ladki qui trouve les clients parmi ses contacts grâce à son travail de secrétaire du roi d'Arabie saoudite, Fahd ben Abdelaziz Al Saoud.
Annick Brumark, Jean-Pierre Bourgeois et Nazihabdulatif Al Ladki sont mis en examen et placés en détention provisoire fin janvier 1997. Ils sont incarcérés à la prison de Fleury-Mérogis,. Ils sont accusés d'avoir animé ce réseau constitué d'une quarantaine de jeunes femmes entre 1996 et 1997, et d'avoir opéré en France comme à l'étranger. Un médecin cannois qui avait pratiqué des dépistages de MST sur les jeunes femmes, le dirigeant d'une agence de top modèles qui avait fourni sa villa de Ramatuelle ainsi que deux intermédiaires suédois sont mis en examen également.
L'enquête révèle que des jeunes femmes parfois mineures sont enrôlées par Jean-Pierre Bourgeois dans le réseau sans leur consentement. Le photographe leur fait miroiter des contrats de « top modèle » avec la marque de cosmétique Clarins, ou des rôles dans des films produits par Alain Sarde, ou avec Christophe Lambert ou Robert de Niro,. Des rendez-vous avec le PDG de la marque de cosmétique et le producteur de cinéma sont organisés pour rassurer les jeunes femmes. Les enquêteurs retrouvent des polaroids de 89 femmes, dont 14 mineures, que Jean-Pierre Bourgeois utilisait comme catalogue de vente pour ses clients. Sur la quarantaine de jeunes femmes ayant été utilisées dans ce réseau, moins de dix étaient des prostituées professionnelles.
Les enquêteurs se déplacent en Suède pour entendre une jeune Suédoise de seize ans. Attirée par des promesses de contrats dans la mode, elle rencontre Jean-Pierre Bourgeois pour un « essai photo » à Saint-Tropez, moment qu'il choisit pour lui raser le pubis. Le lendemain, il l'envoie sur le yacht du diplomate et milliardaire libanais William Kazan. Ce dernier est mis en examen et en détention provisoire pour « viol aggravé ». Le juge d'instruction n'ayant pas obtenu de réquisitoire supplétif, l'homme d'affaire est relâché.
Le 8 juillet 1997, le producteur de cinéma Alain Sarde est mis en examen pour « viol et tentative de viol » envers deux femmes et est incarcéré à la prison de la Santé. Son avocat Georges Kiejman obtient sa libération quelques jours plus tard.
Le 10 février 1998, l'acteur Robert De Niro est mis en garde à vue et entendu comme témoin par le juge d'instruction : Jean-Pierre Bourgeois lui a présenté, par l'intermédiaire de l'ancien tennisman polonais Wojtek Fibak, des jeunes femmes dont certaines ont reçu de l'argent après leur rencontre. Le tennisman est mis en examen pour « agression sexuelle et tentative de viol » dans cette partie du dossier. L'acteur reconnaît avoir eu des relations sexuelles avec deux jeunes femmes. À partir de ce moment, la pression judiciaire et médiatique exercée par Georges Kiejman, également avocat de Robert de Niro est grande. Le parquet décide de diviser le dossier en deux : Frédéric Nguyen continue à instruire la partie proxénétisme, mais il se dessaisit de la partie viols au profit de sa collègue Marie-Paule Moracchini.
En mai 1998, le juge Nguyen clôt son enquête et rend son ordonnance de soit-communiqué.
Le 15 avril 1999, la juge Marie-Paule Moracchini clôt son enquête. Sans preuve ou reconnaissance de contrainte, Alain Sarde et Wojtek Fibak bénéficient de non-lieux. Les 27 charges de viols ou tentatives de viol visant Jean-Pierre Bourgeois sont également écartées par la juge, seul l'un des faits est requalifié en agression sexuelle.

## Procès
Cette affaire a donné lieu à trois procès.
Le premier a lieu en novembre 1998, concernant les faits de proxénétisme. Quelques jours avant l'audience, l'avocat d'Annika Brumark est victime d'un accident de la route, et Jean-Claude Tunon d'un malaise cardiaque. Le président décide de les faire comparaître à un autre moment. Leur procès se déroule en mai 1999. Enfin un troisième procès centré sur les accusations d'agressions sexuelles visant Jean-Pierre Bourgeois se déroule en 2000.
Durant les procès, les parties civiles reprochent le « saucissonnage » du dossier en trois procès et le fait que le parquet a refusé l'élargissement de l'enquête initiale, ce qui a eu pour conséquence l'impossibilité pour le juge de poursuivre d'autres acteurs du réseau.
À l’issue de ces procès, Jean-Pierre Bourgeois est condamné pour proxénétisme aggravé à cinq ans de prison et à payer 400 000 francs aux parties civiles, plus deux ans de prison pour agression sexuelle. Annika Brumark est condamnée à deux ans de prison, dont quatorze mois avec sursis pour proxénétisme aggravé. Nazih al-Ladki est condamné pour proxénétisme à 30 mois de prison dont 20 avec sursis. L'un des intermédiaires suédois est condamné à 50 000 francs d'amende tandis que l'autre est relaxée. Jean-Claude Tunon est relaxé en juin 1999.

## Suivi politique de l'affaire
L'affaire a fait l'objet d'une attention politique soutenue.
Le cabinet du Premier ministre Alain Juppé a demandé en mai 1997 un rapport au procureur général de la cour d'appel de Paris dans lequel l'état du dossier est résumé . L'implication de diplomates et princes étrangers, d'hommes d'affaire tel qu'un vendeur d'armes, un ancien espion de l’Élysée ou le PDG de la marque de cosmétique Clarins, mais également d'hommes politiques de centre-droit expliquerait cette attention.
D'autre part, des procès verbaux de l'enquête ont été communiqués au ministre de l'Intérieur en 1996 et 1997.
À la suite de la garde à vue de l'acteur, une rencontre entre Robert de Niro et la garde des sceaux Elisabeth Guigou est organisée au domicile de Guillaume Durand. La ministre prend publiquement la défense du juge d'instruction Frédéric Nguyen.

## Condamnation annexes
Le juge Nguyen porte plainte pour diffamation contre Bernard-Henri Lévy, Jack Lang et Georges Kiejman, à la suite des propos qu'ils ont tenus dans la presse. Ils sont tous les trois condamnés pour ces faits,.
En 2015, Jean-Pierre Bourgeois est condamné à huit mois de prison pour proxénétisme pour des faits de 2008. Il a reproduit les mêmes subterfuges de faux castings pour inciter des jeunes femmes non consentantes à se prostituer. L'ancienne top modèle tchèque, Irena Chlebovitsova, responsable d'une agence de mannequins tchèque et un ami de Jean-Pierre Bourgeois ont été relaxés des charges de proxénétismes qui avait été retenues contre eux,.